# حمید حمزه
 حمید حمزه ابیازنی، نویسنده، بازیگر و کارگردان تاتر و چهره‌پرداز ایرانی بود.

## زندگی
حمید حمزه فارغ‌التحصیل رشته هنرهای نمایشی از دانشکده هنرهای زیبای دانشگاه تهران است. وی فعالیت هنری خود در سینما را در سال ۱۳۶۴ با چهره‌پردازی فیلم سامان به کارگردانی احمد نیک‌آذر آغاز کرد.
حمید حمزه ۱۰ تیر ۱۳۹۱ در سن ۵۹ سالگی درگذشت و در قطعه هنرمندان بهشت زهرا در جنوب تهران به خاک سپرده شد.
همسر وی نوذر سلیمانی. یک پسر به نام نیما و دو دختر به نام‌های سارا و لاله فرزندان وی هستند.
حمید حمزه علاوه بر این تجربه‌هایی در زمینه ترانه‌سرایی برای کودکان (و بزرگان) به همراهی حسین علیزاده داشته‌است.

## فیلم‌شناسی
در زمینه بازیگری تئاتر و سینما، کارگردانی تئاتر (صحنه‌ای و تلویزیونی) و برنامه‌ریزی فعالیت کرده‌است و به عنوان دستیار اول کارگردان، مشاور کارگردان و طراح گریم در سینما و تلویزیون نیز فعالیت کرده‌است.

### گروه کارگردانی
1. یکی بود، یکی نبود (۱۳۷۹)
2. بال‌های سپید (۱۳۷۷)
3. مهره (۱۳۷۷)
4. راه و بیراه (۱۳۷۰)
5. رنو تهران - ۲۹ (۱۳۶۹)
6. مجنون (۱۳۶۹)
7. ماهی (۱۳۶۶)

### بازیگر
1. رنو تهران - ۲۹ (۱۳۶۹)
2. سراب (۱۳۶۵)

### طراح چهره‌پرداز
1. مهره (۱۳۷۷)
2. عبور از تله (۱۳۷۲)
3. ایلیا، نقاش جوان (۱۳۷۰)
4. رنو تهران - ۲۹ (۱۳۶۹)

### چهره‌پرداز
1. یکی بود، یکی نبود (۱۳۷۹)
2. سمفونی تهران (۱۳۷۳)
3. سایه‌های هجوم (۱۳۷۱)
4. راه و بیراه (۱۳۷۰)
5. مجنون (۱۳۶۹)
6. ستاره و الماس (۱۳۶۷)
7. صعود (۱۳۶۶)
8. ماهی (۱۳۶۶)
9. سراب (۱۳۶۵)
10. شبح کژدم (۱۳۶۵)
11. سامان (۱۳۶۴)

## داستان‌نویسی
- تجربه‌هایی در زمینه ترانه‌سرایی برای کودکان (و بزرگان) به همراهی حسین علیزاده و نیز تنظیم و تألیف نمایشنامه‌های رادیویی داشته‌است.
- ۱۳۷۲، تثلیث.
- ۱۳۸۱، سرسلامتی. داستان آبجی خانم از این مجموعهٔ داستان در سومین دورهٔ جایزهٔ هوشنگ گلشیری به عنوان داستان برگزیده توسط داوران انتخاب شد و در مجموعهٔ نقش ۸۱ منتشر شد.